# Baunachbrücke Frickendorf
Die Baunachbrücke Frickendorf verbindet seit dem 18. Jahrhundert die beiden Eberner Stadtteile Frickendorf und Fischbach im Landkreis Haßberge in Unterfranken. Die Anlage gilt als eine der bedeutendsten erhaltenen historischen Brücken der Region.

## Beschreibung

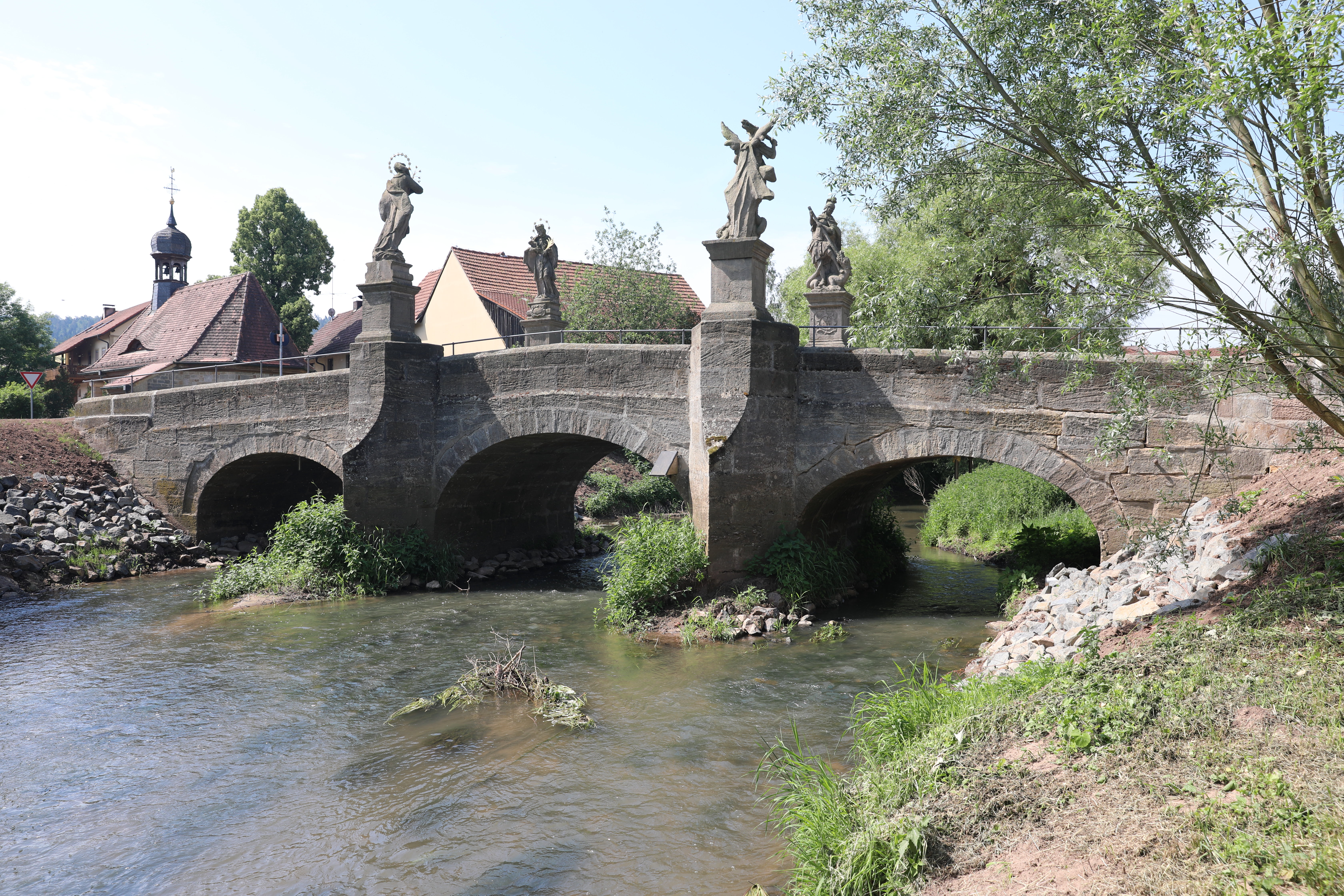
Baunachbrücke Frickendorf

Der Flussübergang entstand in seiner erhaltenen Form 1757 als Teil einer wichtigen historischen Nord-Süd-Verbindung im Baunachtal. Das Bauwerk wurde aus dem in diesem Gebiet häufig anstehenden Rhätsandstein errichtet und zeigt die typischen Konstruktionsmerkmale kleinerer Steinbrücken des 18. Jahrhunderts.
Drei Bögen werden von kräftigen Jochpfeilern mit bekrönenden Sandsteinskulpturen gestützt. Gegen die Anlaufseite sind die Pfeiler zu scharfen Sporen ausgebildet. Der von einer Brüstung eingefasste Fahrweg steigt sanft zur Mitte an und fällt in gleicher Weise zum Südufer ab. Die Brücke hat eine maximale Durchfahrtsbreite von 3,7 Meter.
Die vier Brückenfiguren sind etwa drei Meter hoch und stehen auf Muschelwerksockeln. Die Figuren der Maria Immaculata (D.C.M. 1757) und des hl. Johannes Nepomuk (MDCCLVII) stammen aus der Bauzeit. Die Statuen der hll. Michael (S. Michaell 1774) und Georg wurden 1774 gestiftet. Auf dem Sockel des hl. Georg wird der Stifter des Bildwerkes genannt (HANNS GEORG WEISS ALS STIFTER 1774).
Das Baudenkmal dient bis in die Gegenwart seinem ursprünglichen Zweck. Es darf von Fahrzeugen mit maximal 7,5 Tonnen Masse befahren werden. Die Brücke wurde 1989 und 2017 instand gesetzt.

## Heiligenfiguren

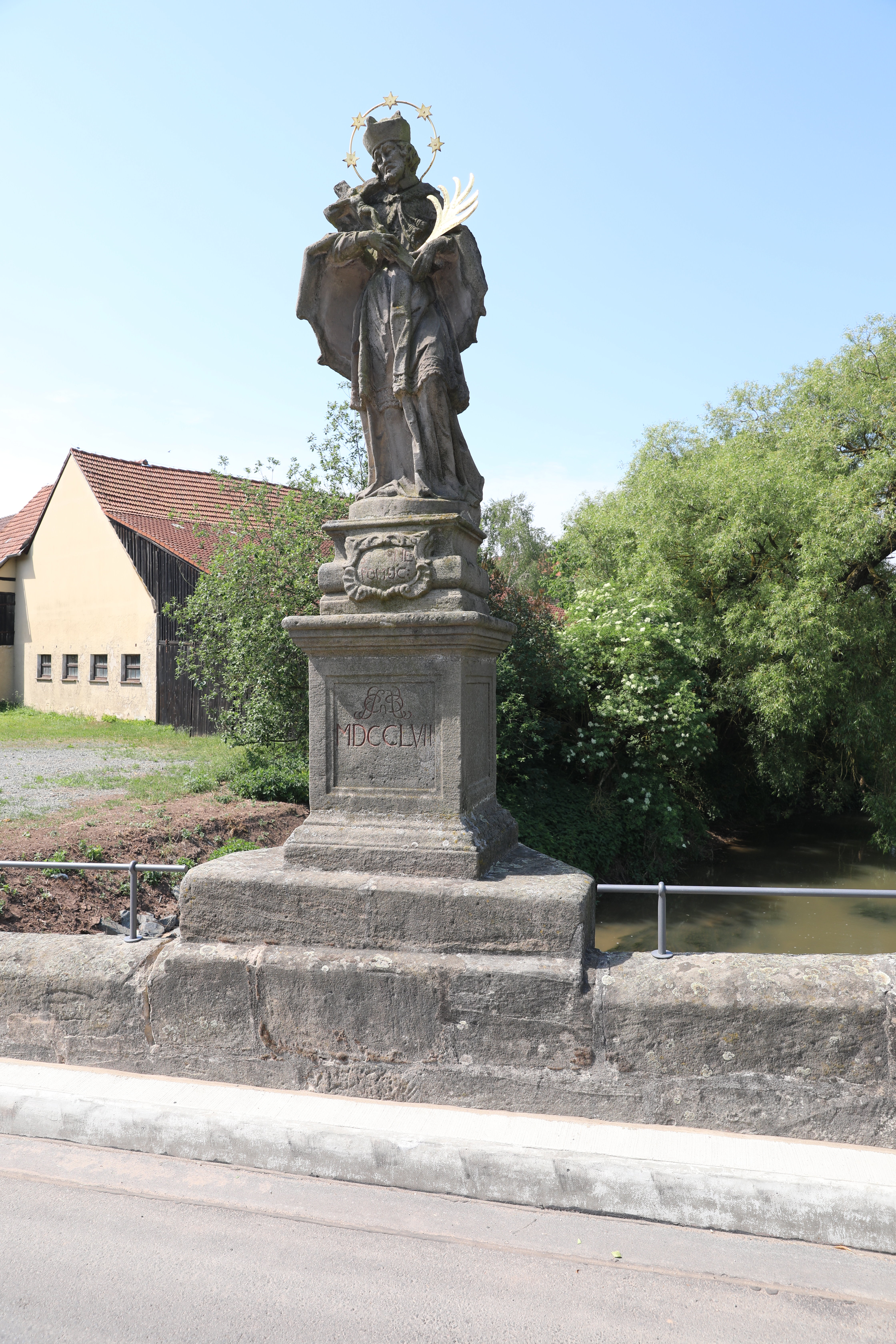
Der Heilige Nepomuk (1757)
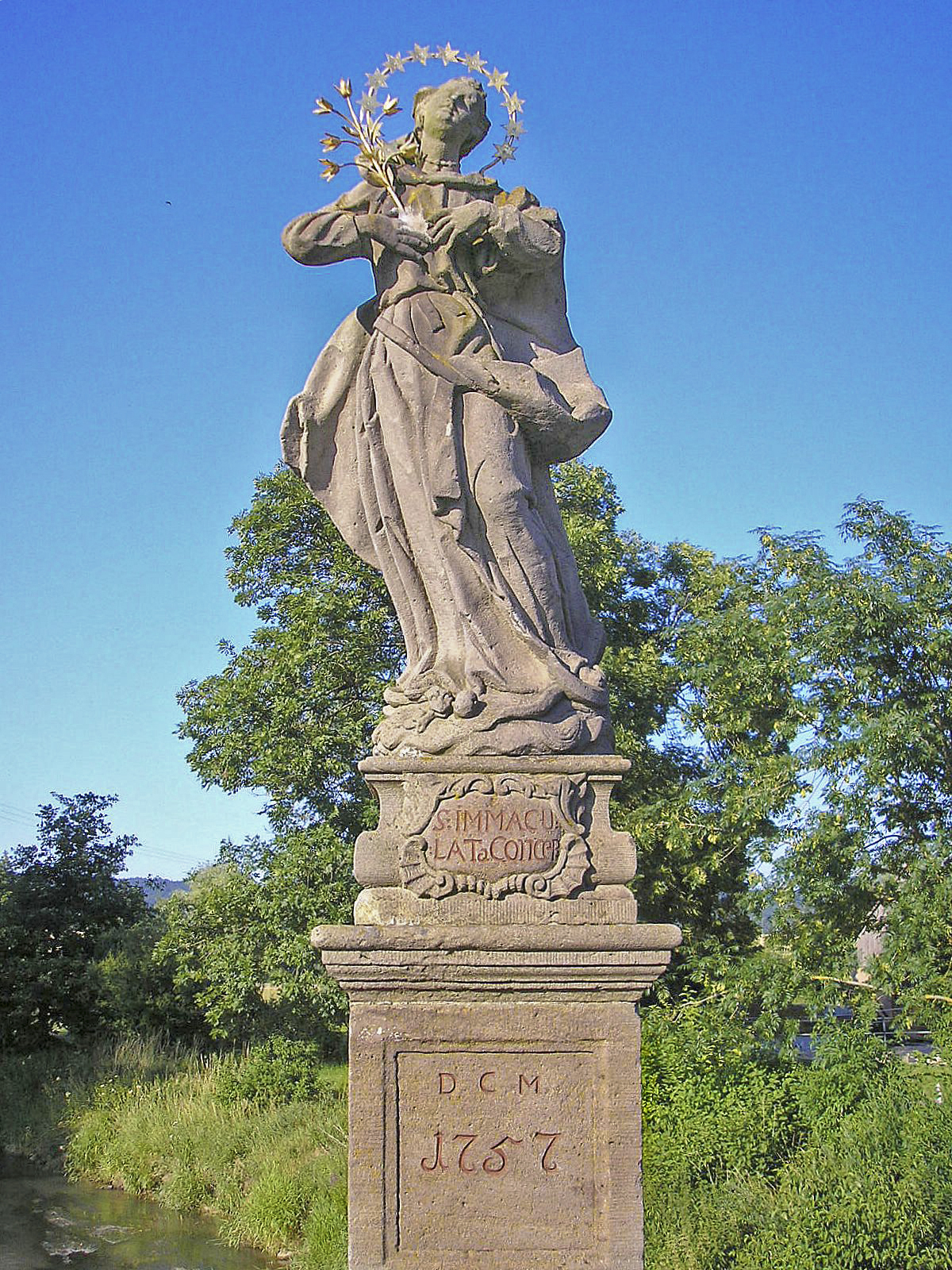
Maria Immaculata (1757)
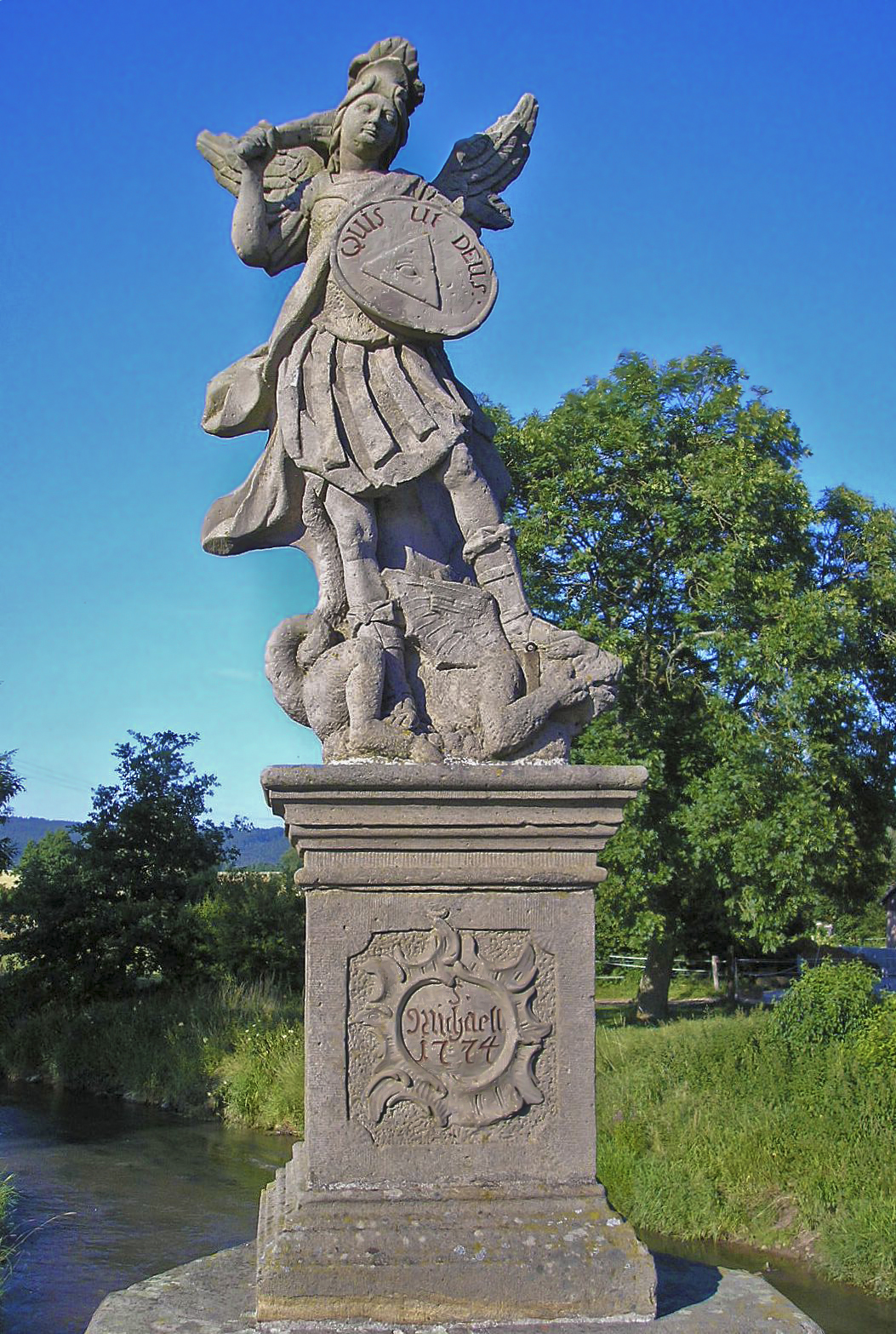
Der Erzengel Michael (1774)
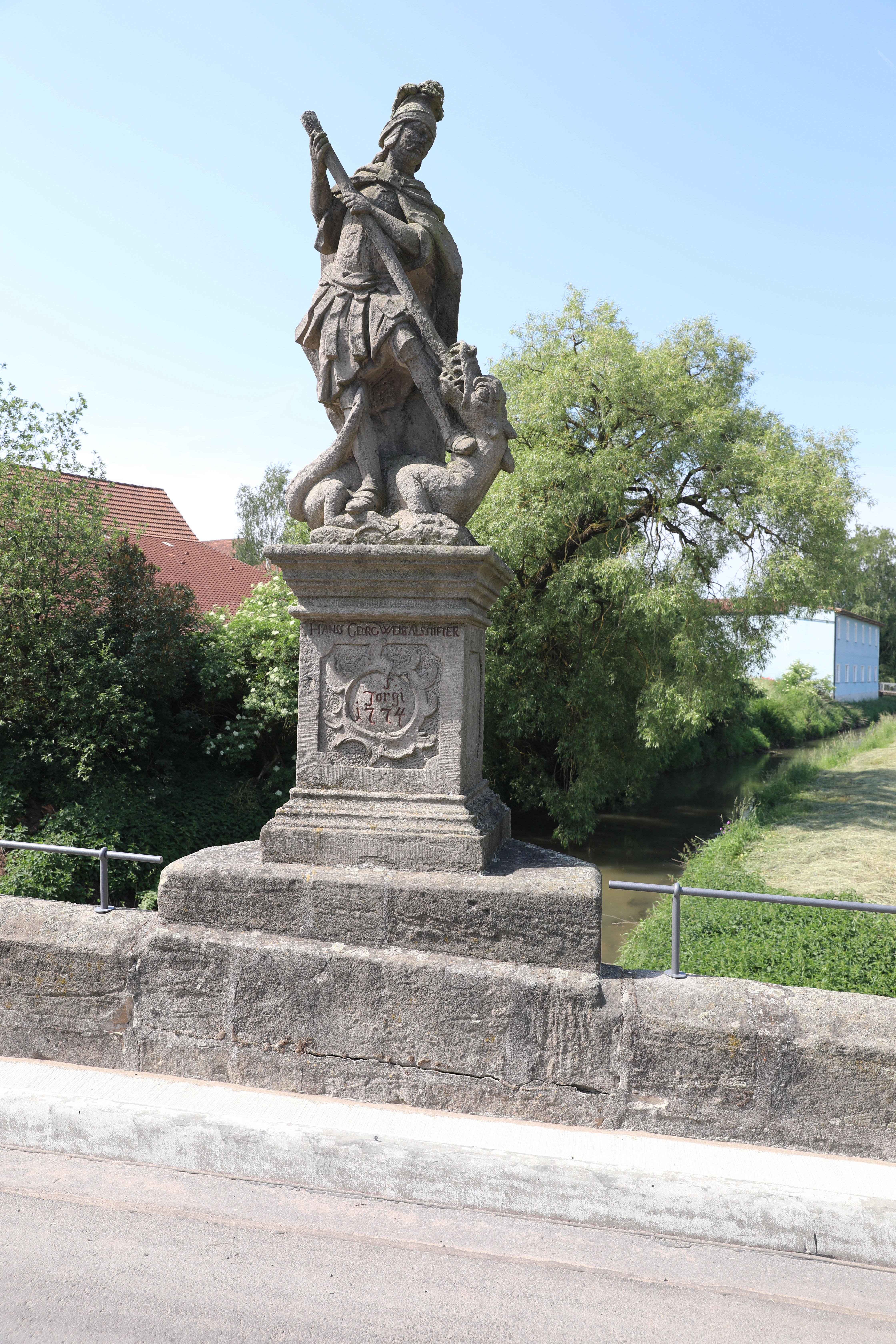
Der Heilige Georg (1774)